# Spretstjärtar
För ugnfåglarna i det tidigare släktet Schizoeaca, se Asthenes.
Spretstjärtar (Erythrocercidae) är en familj innehållande endast ett släkte med tre små tättingar som förekommer i Afrika söder om Sahara:
- Gul spretstjärt (Erythrocercus holochlorus)
- Rödkronad spretstjärt (Erythrocercus mccallii)
- Moçambiquespretstjärt (Erythrocercus livingstonei)

Spretstjärtarna har länge behandlats som monarker (Monarchidae) men DNA-studier visar att de är nära släkt med cettior (Cettiidae), dock så pass avlägset att de urskiljs i en egen familj.